# Elk Cloner
Elk Cloner — один из первых компьютерных вирусов, распространившийся «in-the-wild», то есть был создан на компьютере пользователя, а не в системе или лаборатории. Вирус был написан в 1981 году 15-летним школьником Ричардом Скрента для компьютеров Apple II.
Elk Cloner распространялся, заражая операционную систему DOS для Apple II, записанную на дискетах. После того как компьютер загружался с заражённой дискеты, автоматически запускалась копия вируса. Вирус не влиял на работу компьютера, за исключением наблюдения за доступом к дискам. Когда происходил доступ к незаражённой дискете, вирус копировал себя туда, заражая её, медленно распространяясь с диска на диск.
Вирус не причинял вреда намеренно, хотя он мог повредить диски, содержащие нестандартный образ DOS, затирая резервные дорожки диска вне зависимости от их содержимого. После каждой 50-й загрузки вирус выводил на экран стишок:
```
  Elk Cloner:  The program with a personality
  
   It will get on all your disks
     It will infiltrate your chips
       Yes it's Cloner!
 
   It will stick to you like glue
     It will modify ram too
       Send in the Cloner!
Перевод:
Elk Cloner: программа с индивидуальностью
   
   Он проникнет во все ваши диски
     Он внедрится в ваши чипы
       Да, это - Cloner!
 
   Он прилипнет к вам как клей
     Он даже изменит оперативную память
       Отправь Cloner

```